# アシベニイグチ
アシベニイグチ（脚紅猪口、学名: Caloboletus calopus）は北ヨーロッパで見られるイグチ科の大型のキノコの一種である。柄が赤く、傘の裏や柄は傷がつくと青く変色するのが特徴。クリスティアーン・ヘンドリク・ペルズーン(Christian Hendrik Persoon)によって1801年に初めて記述され、そのカラフルな軸から種小名の calopus は、ギリシア語で「美しい（καλος）」「足（πους）」という意味の言葉より命名された。ドイツ語でも「可愛い足のきのこ」を意味する Schönfußröhrling と呼ばれる。
見た目は綺麗だが、味はとても苦く、食用には向かないため、英語圏ではbitter beech boleteと呼ばれることもある。

## 分布・生態
北ヨーロッパや北アメリカ北西部、ミシガン州に分布する。ただしミシガン州のものは別の亜種である可能性もある。
夏から秋にかけて、針葉樹林、広葉樹林の地上に発生する。落葉樹、特にカバノキやカシなど針葉樹林や広葉樹林の林床に夏から秋に表れる。

## 形態
子実体は傘と柄からなる。傘は、径5 - 10センチメートル (cm) ほどの大きさになる。最初は半球形からまんじゅう形になり、さらに平らに開いて反り返る。傘表面は帯緑黄褐色から淡褐色。傘裏側の管孔は、はじめ黄色で、のちに帯緑黄色になり、傷つければ青変する。
柄は長さ7 - 12 cm、柄の頂部は黄色、他はピンク色から赤色で、白色または地色と同色の細かい網目模様がある。肉は黄色で、傷つけるとすぐに青変し、苦味がある。胞子はオリーブ色から茶色である。匂いは強い。

## 毒性
ロシアの科学者 Vasil’eva は1978年にこの種を食用として記している。しかし少なくとも苦味があるので食用には向かないし、いくらか毒成分も確認されている。調理しても苦味は消えない。
長沢栄史監修『日本の毒きのこ』などによると、ムスカリンなどの毒を含み、食後30分から1時間ほどで、腹痛・下痢などの胃腸系の症状、ときに痙攣、ショック症状などを引き起こす。